# 佐藤大剛
佐藤 大剛（さとう ひろたか、1977年4月9日 - ）は、宮城県仙台市出身の日本のギタリスト。ももいろクローバーZのバックバンド「ダウンタウンももクロバンド」にギタリストとして長年参加している。愛称はヒロくん、サトヒロ、ダイゴウ(ももクロメンバーより) 長野県松本市を拠点とする国産ハイエンドギターメーカー「Sugi Guitars」のギターを愛用している。

## 人物
17歳でギターを始め、19歳でギタリストを目指し上京。数多くのアーティストのライブ、レコーディングに参加。2009年よりフジテレビ「ミュージックフェア」にレギュラーバンドメンバーとして出演。また「FNS歌謡祭」にもコンスタントに出演し、ジャンルを問わず多くの著名ミュージシャンのサポートを行う。自身によるユニット活動も行っている。

## 参加ユニット
しおこうじバンド
- 加藤いづみ、竹上良成、やまもとひかる、宗本康兵を中心にして結成されたバンド。全員が錚々たる超一流ミュージシャンのサポートを担う傍ら、合間を縫って活動している。ライブ会場までは現地集合・現地解散で、地方へ美味しい物を食べに行くメンバーも。

はいらいつ
- 若森さちことのアコースティックユニット。音楽ジャンル問わず、カバーが中心。

## メディア出演

### テレビ番組
- フジテレビNEXT『しおこうじ玉井詩織×坂崎幸之助のお台場フォーク村NEXT』 - ダウンタウンももクロバンドのメンバー。
- FNS歌謡祭
- ミュージックフェア

## サポートワーク

### ライブ&レコーディング参加アーティスト
高見沢俊彦
- ももいろクローバーZ
- Do As Infinity
- KinKi Kids
- SMAP
- JUJU
- KAN
- HY
- 家入レオ
- 槇原敬之
- 持田香織
- 東方神起
- コブクロ
- スキマスイッチ
- さだまさし
- 一青窈
- 川嶋あい